# Pavel Landa
Pavel Landa (ur. 17 października 1968 w Pradze) – czeski narciarz, specjalista narciarstwa dowolnego. Najlepszy wynik na mistrzostwach świata osiągnął podczas mistrzostw w Iizuna, gdzie zajął 7. miejsce w balecie narciarskim. Zajął także 14. miejsce w tej samej konkurencji na igrzyskach olimpijskich w Albertville, jednak były to tylko zawody pokazowe. Najlepsze wyniki w Pucharze Świata osiągnął w sezonie 1996/1997, kiedy to zajął 21. miejsce w klasyfikacji generalnej, a w klasyfikacji baletu narciarskiego był ósmy.
W 1997 r. zakończył karierę.

## Osiągnięcia

### Mistrzostwa świata
| Miejsce | Dzień     | Rok  | Miejscowość | Konkurencja      | Zwycięzca        |
| ------- | --------- | ---- | ----------- | ---------------- | ---------------- |
| 13.     | 12 marca  | 1993 | Altenmarkt  | Balet narciarski | Fabrice Becker   |
| 12.     | 17 lutego | 1995 | La Clusaz   | Balet narciarski | Rune Kristiansen |
| 7.      | 7 lutego  | 1997 | Iizuna      | Balet narciarski | Fabrice Becker   |

### Puchar Świata

#### Miejsca w klasyfikacji generalnej
- sezon 1990/1991: 127.
- sezon 1991/1992: 70.
- sezon 1992/1993: 38.
- sezon 1993/1994: 43.
- sezon 1994/1995: 41.
- sezon 1995/1996: 41.
- sezon 1996/1997: 21.

#### Miejsca na podium
1. Tignes – 16 grudnia 1994 (Balet narciarski) – 3. miejsce
2. Tignes – 16 grudnia 1994 (Balet narciarski) – 3. miejsce

- W sumie 2 trzecie miejsca.